# Beaumont-les-Nonains
Pour les articles homonymes, voir Beaumont et Nonains.
Beaumont-les-Nonains est une commune française située dans le département de l'Oise en région Hauts-de-France.
Elle a fusionné le 1er janvier 2019 avec La Neuville-Garnier et Villotran pour former la commune nouvelle des Hauts-Talican, dont elle devient une commune déléguée. Toutefois, en raison de désaccords, elle redevient commune de plein exercice dès le 1er janvier 2024.

## Géographie

### Localisation
Beaumont-les-Nonains est un village situé à 16 km au sud-ouest de Beauvais.

### Hameaux et écarts
Le village compte plusieurs hameaux : Chantoiseau, Jouy-la-Grange, La Longue-Rue.

## Histoire

### Moyen Âge
Il existait en 1150 un monastère détruit en 1185.
Une abbaye existait à Jouy-la-Grange en 1122, déplacée en Marcheroux en 1185.

### Époque contemporaine
Beaumont-les-Nonains a décidé de fusionner avec ses voisines, La Neuville-Garnier et Villotran, afin de créer la commune nouvelle des Hauts Talican, ce qui est acté par un arrêté préfectoral du 28 septembre 2018 qui a pris effet le 1er janvier 2019.
Dès 2021, d'importantes tensions sont apparues entre les communes membres, et Beaumont-les-Nonains a demandé à quitter le regroupement, et le conseil municipal a voté pour cette scission par 16 voix pour, une abstention et deux votes contre en décembre 2020,.
Cette scission, entérinée par un arrêté préfectoral du 26 juillet 2023 après une nouvelle délibération du conseil municipal, une enquête publique et l'élection d'une commission de représentants de Beaumont-lès-Nonnains, prend effet le 1er janvier 2024,.

## Politique et administration

### Rattachements administratifs et électoraux
Beaumont-les-Nonains se trouve dans l'arrondissement de Beauvais du département de l'Oise. Pour l'élection des députés, elle fait partie depuis 1988 de la deuxième circonscription de l'Oise.
Elle faisait partie depuis 1801 du canton d'Auneuil. Dans le cadre du redécoupage cantonal de 2014 en France, la commune est rattachée à celui de Chaumont-en-Vexin, jusqu'à la fusion de 2019.

### Intercommunalité
Beaumont-les-Nonains faisait partie de la communauté de communes des Sablons jusqu'à la fusion de 2019. Elle en redevient membre à compter du 1er janvier 2024.

### Liste des maires
| Période                                  | Période       | Identité          | Étiquette | Qualité |
| ---------------------------------------- | ------------- | ----------------- | --------- | ------- |
| Les données manquantes sont à compléter. |               |                   |           |         |
|                                          |               |                   |           |         |
| mars 2001                                | décembre 2018 | François Masurier | DVD       |         |

| Période      | Période  | Identité          | Étiquette | Qualité |
| ------------ | -------- | ----------------- | --------- | ------- |
| janvier 2019 | En cours | François Masurier |           |         |

## Démographie
Évolution démographique
L'évolution du nombre d'habitants est connue à travers les recensements de la population effectués dans la commune depuis 1793. Pour les communes de moins de 10 000 habitants, une enquête de recensement portant sur toute la population est réalisée tous les cinq ans, les populations de référence des années intermédiaires étant quant à elles estimées par interpolation ou extrapolation. Pour la commune, le premier recensement exhaustif entrant dans le cadre du nouveau dispositif a été réalisé en 2008.

En 2022, la commune comptait 337 habitants, en évolution de −2,03 % par rapport à 2016 (Oise : +0,87 %, France hors Mayotte : +2,11 %).
| 1793 | 1800 | 1806 | 1821 | 1831 | 1836 | 1841 | 1846 | 1851 |
| ---- | ---- | ---- | ---- | ---- | ---- | ---- | ---- | ---- |
| 455  | 454  | 471  | 514  | 482  | 478  | 496  | 472  | 479  |

| 1856 | 1861 | 1866 | 1872 | 1876 | 1881 | 1886 | 1891 | 1896 |
| ---- | ---- | ---- | ---- | ---- | ---- | ---- | ---- | ---- |
| 456  | 465  | 425  | 429  | 420  | 408  | 370  | 337  | 317  |

| 1901 | 1906 | 1911 | 1921 | 1926 | 1931 | 1936 | 1946 | 1954 |
| ---- | ---- | ---- | ---- | ---- | ---- | ---- | ---- | ---- |
| 288  | 273  | 260  | 220  | 251  | 201  | 195  | 174  | 169  |

| 1962 | 1968 | 1975 | 1982 | 1990 | 1999 | 2006 | 2008 | 2013 |
| ---- | ---- | ---- | ---- | ---- | ---- | ---- | ---- | ---- |
| 164  | 178  | 128  | 200  | 300  | 322  | 344  | 350  | 353  |

| 2018 | 2022 | - | - | - | - | - | - | - |
| ---- | ---- | - | - | - | - | - | - | - |
| 343  | 337  | - | - | - | - | - | - | - |

L'arrêté préfectoral de 2023 recréant la commune mentionne qu'elle a une population municipale de 334 habitants et une population totale de 341 habitants.
Pyramide des âges en 2007
La population de la commune est relativement jeune. Le taux de personnes d'un âge supérieur à 60 ans (14,3 %) est en effet inférieur au taux national (21,6 %) et au taux départemental (17,5 %).
Contrairement aux répartitions nationale et départementale, la population masculine de la commune est supérieure à la population féminine (52,3 % contre 48,4 % au niveau national et 49,3 % au niveau départemental).
La répartition de la population de la commune par tranches d'âge est, en 2007, la suivante :
- 52,3 % d’hommes (0 à 14 ans = 18 %, 15 à 29 ans = 21,3 %, 30 à 44 ans = 23,5 %, 45 à 59 ans = 23,5 %, plus de 60 ans = 13,7 %) ;
- 47,7 % de femmes (0 à 14 ans = 24 %, 15 à 29 ans = 12,6 %, 30 à 44 ans = 24 %, 45 à 59 ans = 24,6 %, plus de 60 ans = 15 %).

| Hommes | Classe d’âge | Femmes |
| ------ | ------------ | ------ |
| 0,0    | 90 ans ou +  | 0,6    |
| 4,4    | 75 à 89 ans  | 7,2    |
| 9,3    | 60 à 74 ans  | 7,2    |
| 23,5   | 45 à 59 ans  | 24,6   |
| 23,5   | 30 à 44 ans  | 24,0   |
| 21,3   | 15 à 29 ans  | 12,6   |
| 18,0   | 0 à 14 ans   | 24,0   |

| Hommes | Classe d’âge | Femmes |
| ------ | ------------ | ------ |
| 0,2    | 90 ans ou +  | 0,8    |
| 4,5    | 75 à 89 ans  | 7,1    |
| 11,0   | 60 à 74 ans  | 11,5   |
| 21,1   | 45 à 59 ans  | 20,7   |
| 22,0   | 30 à 44 ans  | 21,6   |
| 20,0   | 15 à 29 ans  | 18,5   |
| 21,3   | 0 à 14 ans   | 19,9   |

## Culture locale et patrimoine

### Lieux et monuments

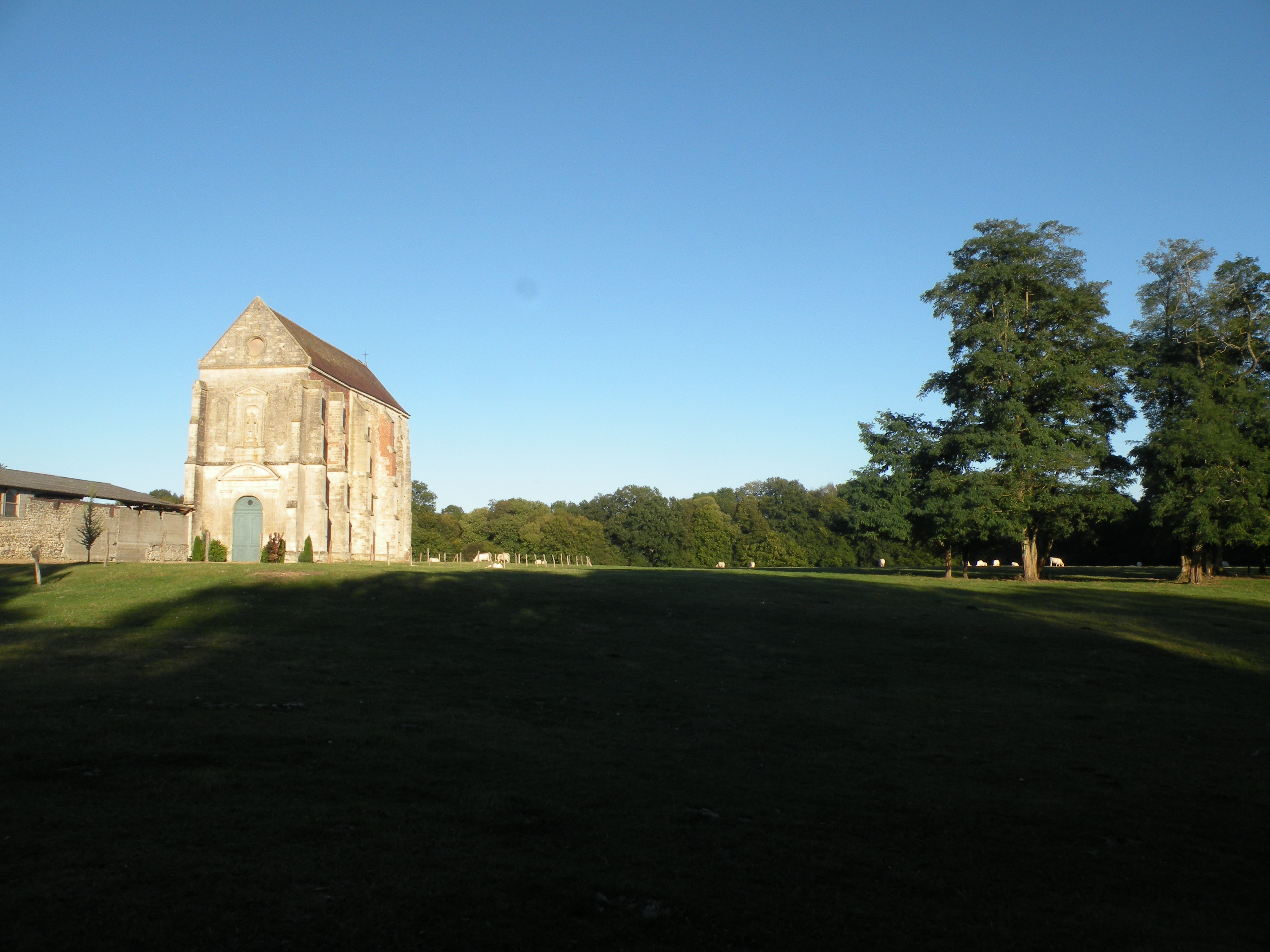
Abbaye de Marcheroux.

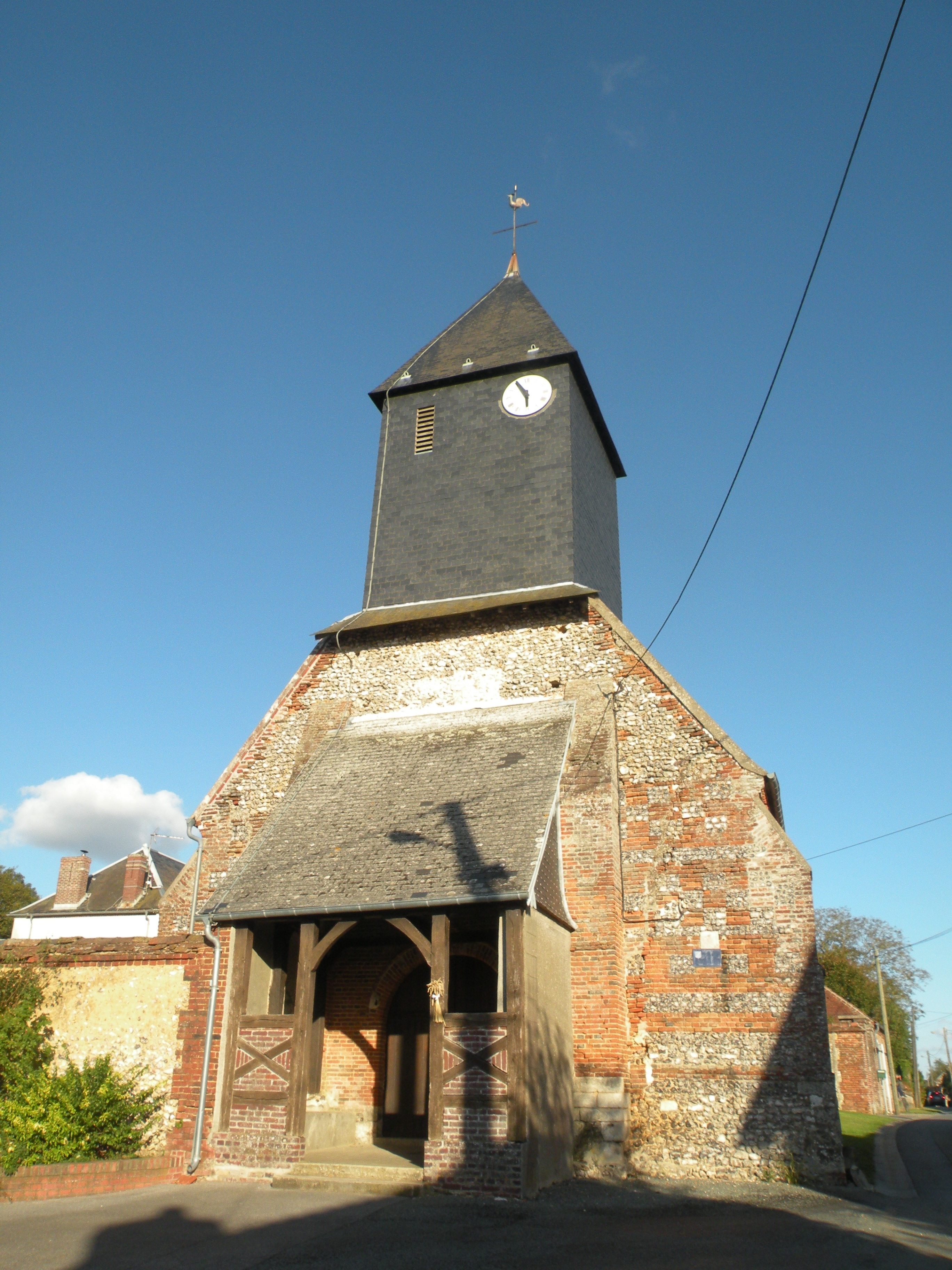
Église Notre-Dame.

- Sur le territoire Beaumont le-les-Nonnains se trouve l'ancienne abbaye de Marcheroux qui date du XIIe siècle[16]. L'abbaye a été fondée en 1122 par un disciple de saint Norbert, fondateur de l'ordre des Prémontrés.

L'église abbatiale subsiste et est actuellement en rénovation. Le chœur et l'abside sont datés de l'époque médiévale alors que le reste de l'église abbatiale porte les traces de plusieurs restaurations aux XVIIe et XVIIIe siècles, la façade occidentale est d'ailleurs marquée, en son sommet, de la date de 1713, fin de la dernière période de restauration avant les campagnes engagées depuis 1995 par l'actuel propriétaire.
Le monastère est vendu lors de la Révolution française comme bien national et revendu au XIXe siècle à la famille d'agriculteurs qui exploitait les terres depuis plusieurs générations, famille qui exploite toujours la ferme de nos jours. L'église a été convertie en bâtiment agricole à cette époque. Aujourd'hui[Quand ?], la restauration suit son cours après d'importants travaux sur la maçonnerie et la charpente, la façade a été rénovée pour recevoir en septembre 2006 une nouvelle porte. L'Association la Sauvegarde de l'abbaye de Marcheroux a été créée afin d'aider à la rénovation. L'abbaye se situe sur le hameau de La Longue Rue.
- Église de l'Assomption de Notre-Dame de Beaumont-les-Nonains, qui contient une statuaire du XVe siècle[17],[18],[19].

### Personnalités liées à la commune
- Marc Chervel : ingénieur en économie.

### Héraldique
| Armes de Beaumont-les-Nonains | Les armes de Beaumont-les-Nonains se blasonnent ainsi : Taillé : au premier d'azur aux trois bandes d'or, au second d'azur semé de fleurs de lys d'or ; à la barre d'argent brochant sur la partition. |